# آگه اریکسن
آگه اریکسن (نروژی: Aage Eriksen; ۵ مهٔ ۱۹۱۷ – ۱۷ ژوئن ۱۹۹۸) کشتی‌گیر اهل نروژ بود.
وی در مسابقات کشوری و بین‌المللی در مجموع برندهٔ ۱ مدال نقره شده‌است.